# Boehmeria kurzii
Boehmeria kurzii är en nässelväxtart som beskrevs av Joseph Dalton Hooker. Boehmeria kurzii ingår i släktet Boehmeria och familjen nässelväxter. Inga underarter finns listade i Catalogue of Life.